# Nakaba Suzuki
Nakaba Suzuki (鈴木央 Suzuki Nakaba?), född 8 februari 1977 i Sukagawa i Fukushima, är en japansk mangaka. Han är känd för sin manga-serie The Seven Deadly Sins som har blivit en succé med 10 miljoner exemplar sålda.